# دانييل دي لا روش
دانييل دي لا روش (و. 1743 – 1812 م) هو عالم نبات من جمهورية جنيف، ولد في جنيف، توفي في باريس، عن عمر يناهز 69 عاماً.